# Trochalus rufulus
Trochalus rufulus är en skalbaggsart som beskrevs av Thomson 1858. Trochalus rufulus ingår i släktet Trochalus och familjen Melolonthidae. Inga underarter finns listade i Catalogue of Life.